# Galbi
Galbi of kalbi is een vleesgerecht uit de Koreaanse keuken bereid uit runderribben. Het woord galbi betekent dan ook letterlijk 'rib'. Soms worden varkensribben gebruikt in plaats van runderribben. Het vlees kan zowel gemarineerd als ongemarineerd worden opgediend. De marinade bestaat primair uit soja saus, knoflook en suiker, maar er bestaan vele, soms seizoensafhankelijke, variaties.
Het vlees wordt normaliter gegrild boven een vuur, en dit wordt door de gasten zelf gedaan. Om het grillproces te versnellen, worden de ribben langs het bot in stukken gesneden (dit gebeurt met een schaar). In een Koreaanse supermarkt kun je ook voorgesneden galbi vinden.
Het vlees wordt, net als bij samgyeopsal, gegeten door het in sla, of andere bladgroente, te wikkelen met eventueel wat rijst en ssamjang. Natuurlijk mogen de nodige bijgerechten, banchan, niet ontbreken.